# 19 Entertainment
19 Entertainment es una productora de propiedades de entretenimiento para la televisión con enfoque en la música. Ubicada en Los Ángeles, sus contribuciones a la industria musical incluyen American Idol en Estados Unidos, Pop Idol en Reino Unido y versiones de Idols en más de setenta países alrededor del mundo 19 Entertainment es también responsable de la producción de So You Think You Can Dance.
Fundado en Londres, Inglaterra, en 1985, 19 Entertainment trasladó su sede a Los Ángeles, Estados Unidos, en 2010. En 2009 la compañía anunció la compra de la sede en Londres de Storm Model Management, una de las agencias de modelaje más grandes del mundo. Este negocio fue regresado a Storm Management en 2013, dando por terminado las actividades de la firma en moda.
En marzo de 2005, el fundador de 19 Entertainment Simon Fuller vendió la compañía a CORE Media Group, perteneciente a Robert Sillerman en un acuerdo en efectivo y acciones por valor de $2010 millones. Tras el acuerdo, Fuller mantuvo su rol como director ejecutivo de 19 Entertainment y añadió el nuevo rol de director de CKX. En su doble rol Fuller fue capaz de coordinar de manera efectiva todos los aspectos creativos de la empresa CKX hasta enero de 2010 cuando, mientras se acercaba el final de su contrato de trabajo con CKX, Inc., decidió comenzar un nuevo negocio, XIX Entertainment, sin dejar de participar como consultor para CKX/19 y como productor ejecutivo de los shows de 19. Después de esto, CKX anunció su intención  de cambiar 19 para convertirse en una empresa americana centrándose únicamente en American Idol y So You Think You Can Dance. La antigua sede de 19 en Battersea, Londres se convirtió en la sede para el nuevo negocio de Fuller, XIX, mientras que la sede para 19 Entertainment fue trasladada a Los Ángeles.
En septiembre de 2010, la mayor parte del no-negocio American Idol de 19 fue vendido al nuevo negocio de Simon Fuller XIX Entertainment. Esto incluye el manejo de los clientes externos a Idol tales como David Beckham y Victoria Beckham, Andy Murray, Annie Lennox, Spice Girls, Lewis Hamilton, S Club 7, Carrie Underwood, David Cook, y otros. También transfirió a XIX Entertainment fueron los negocios de moda de Roland Mouret y Victoria Beckham.

## Series de televisión de 19

### Series actuales
- Idols (2001–presente)
- So You Think You Can Dance (2005–presente)

### Series antiguas
- Miami 7 (1999)
- L.A. 7 (2000)
- S Club 7 Go Wild! (2000)
- S Club Search (2001)
- Hollywood 7 (2001)
- Viva S Club (2002)
- American Juniors (2003)
- All American Girl (2003)
- I Dream (2004)
- Giving You Everything (2007)
- Little Britain USA (2008)
- If I Can Dream (2010)

## Película de 19 Entertainment
- Spice World (coproducción con Icon Productions y Columbia Pictures) (1997)
- Seeing Double (coproducción with Columbia Pictures) (2003)
- From Justin to Kelly (coproducción con 20th Century Fox) (2003)

## S Club 7 - Película de Televisión
- Back to the '50s (1999)
- Boyfriends & Birthdays (1999)
- Artistic Differences (2000)
- Christmas Special (2000)